# Judith Krantz
Judith Krantz, gebürtig Judith Tarcher (* 9. Januar 1928 in New York City; † 22. Juni 2019 in Bel Air, Kalifornien), war eine US-amerikanische Schriftstellerin.

## Leben
Judith Krantz wuchs in New York City auf. Sie besuchte die Birch Wathen Lenox School und studierte später am Wellesley College. Nach ihrem Abschluss 1948 zog sie nach Paris, wo sie in der Öffentlichkeitsarbeit für die Modebranche arbeitete. Nach einem Jahr kehrte sie allerdings in die USA zurück und arbeitete fortan als Journalistin für Good Housekeeping. Am 4. Juli 1953 lernte sie auf einer Feier ihrer Highschool-Freundin Barbara Walters ihren zukünftigen Ehemann, den Filmproduzenten Steve Krantz kennen. Das Paar heiratete nur ein halbes Jahr später, am 19. Februar 1954. Das Paar hatte später drei gemeinsame Kinder und Krantz entschied sich, ihre Journalistenkarriere zugunsten der Kinder aufzugeben und schrieb fortan nur noch vereinzelt als freie Autorin für Magazine wie Maclean’s, McCall’s, Ladies’ Home Journal und Cosmopolitan, darunter war auch ihr bekanntester Artikel The Myth of the Multiple Orgasm.
Als ihr Ehemann 1976 Flugstunden nahm, begleitete Krantz ihn. Dabei überwand sie ihre Flugangst und entschied sich, auch andere Ängste zu bewältigen, darunter auch einen Roman zu schreiben. Neun Monate nach der Entscheidung war mit Scruples ihr erster Roman fertig und 1978 wurde er zum ersten Mal verlegt. Das Buch erreichte später Platz 1 auf der New-York-Times-Bestsellerliste. Dadurch konnte sie ihren zweiten Roman für 5 Mio. US-Dollar und später die Taschenbuchrechte für weitere 3,2 Mio. US-Dollar verkaufen. Princess Daisy und die folgenden beiden Romane landeten ebenfalls auf Platz eins der Bestsellerliste. Insgesamt wurden über 80 Mio. Exemplare in über 50 Sprachen weltweit von ihren Büchern verkauft. Ihre ersten sechs Romane und Torch Song dienten jeweils als Vorlage für eine Verfilmung oder Fernsehserie, bei denen ihr Ehemann als Produzent fungierte.

## Werke

### Romane
- Scruples, 1978
  - Skrupel. Bertelsmann, München 1982
- Princess Daisy, 1980
  - Prinzessin Daisy. Molden, Wien 1980
- Mistral’s Daughter, 1982
  - Mistrals Tochter. Bertelsmann, München 1985
- I’ll Take Manhattan, 1986
  - Lady Manhattan. Blanvalet, München 1987
- Till We Meet Again, 1988
  - Wiedersehen in Valmont. Blanvalet, München 1989
- Dazzle, 1990
  - Luxus. Blanvalet, München 1993
- Scruples Two, 1992
  - Triumph. Blanvalet, München 1994
- Lovers, 1994
  - Im Glanz der Nacht. Blanvalet, München 1995
- Spring Collection, 1996
  - Der Stern von Paris. Blanvalet, München 1997
- The Jewels of Tessa Kent, 1998
  - Wenn das Herz schweigt. Goldmann, München 1999

### Autobiografie
- Sex and Shopping. The Confessions of a Nice Jewish Girl, 2000